# Captain Morgan's Revenge
«Captain Morgan's Revenge» — дебютний студійний альбом шотландського павер-метал-гурту Alestorm. Реліз відбувся 25 січня 2008 року.

## Список композицій
Автор музики і слів Крістофер Бовес, окрім вказаних. 
| #     | Назва                                          | Автор слів     | Автор музики                       | Тривалість |
| ----- | ---------------------------------------------- | -------------- | ---------------------------------- | ---------- |
| 1.    | «Over the Seas»                                |                |                                    | 3:55       |
| 2.    | «Captain Morgan's Revenge»                     |                |                                    | 6:42       |
| 3.    | «The Huntmaster»                               |                |                                    | 4:59       |
| 4.    | «Nancy the Tavern Wench»                       |                |                                    | 4:52       |
| 5.    | «Death Before the Mast»                        | Joe McQuade    | Christopher Bowes and Gavin Harper | 3:11       |
| 6.    | «Terror on the High Seas»                      |                | Christopher Bowes and Gavin Harper | 3:51       |
| 7.    | «Set Sail and Conquer»                         |                | Christopher Bowes and Gavin Harper | 4:38       |
| 8.    | «Of Treasure»                                  | Joe McQuade    |                                    | 2:58       |
| 9.    | «Wenches & Mead»                               |                |                                    | 3:42       |
| 10.   | «Flower of Scotland» (кавер пісні The Corries) | Roy Williamson | Roy Williamson                     | 2:37       |
| 41:31 |                                                |                |                                    |            |

## Учасники запису
- Крістофер Бовес — вокал, клавіші, вісл
- Іан Вілсон — ударні
- Дені Еванс — бас-гітара
- Гевін Харпер — гітари, задній вокал, дримба, бубон